# Stadion Spartak w Odessie
Stadion Spartak (ukr. Стадіон «Спартак») – jest wielofunkcyjnym stadionem w Odessie. Używany jest głównie do organizacji meczów piłkarskich oraz rugby. Domowa arena klubu piłki nożnej FK Odessa oraz rugby Kredo-63 Odessa.

## Historia
Stadion, zbudowany 8 listopada 1928, najpierw nazywał się Stadion im. 10-letniej rocznicy Komsomołu (ukr. Стадіон ім. 10-літньої річниці ВЛКСМ). Do 1936 był największym stadionem w mieście, mógł pomieścić 10 tys. osób. i był areną domową dla reprezentacji Odessy. Po zakończeniu II wojny światowej na stadionie występował Charczowyk Odessa (na bazie którego powstał Czornomoreć Odessa). W latach 40. i 50. XX wieku na stadionie funkcjonowała słynna szkoła piłkarska. W latach 60. stadion był areną domową zespołu Klasy B Awtomobilist Odessa. W latach 80. przeprowadzona była na szeroką skalę rekonstrukcja stadionu, po której stadion posiadał dwie oddzielne trybuny i mógł pomieścić 6 tys. widzów. W latach 2009–2011 był stadionem drużyny Czornomoreć Odessa na czas rekonstrukcji Centralnego Stadionu. Po renowacji może pomieścić tylko 4 000 osób. Na tym stadionie występuje drużyna rugby Kredo-63 Odessa oraz FK Odessa.